# ويليام تي لورد
ويليام تي لورد (بالإنجليزية: William T. Lord)‏ هو ضابط أمريكي، ولد في 1955.